# Albuquerque Journal
O Albuquerque Journal é o maior jornal do estado americano do Novo México.

## História
O jornal Golden Gate foi fundado em junho de 1880. No outono de 1880, o proprietário do Golden Gate morreu e a Journal Publishing Company foi criada. A Journal Publishing mudou o nome do artigo para Albuquerque Daily Journal e lançou sua primeira edição do Albuquerque Daily Journal em 14 de outubro de 1880.
O Daily Journal foi publicado pela primeira vez na Cidade Velha de Albuquerque, mas em 1882 a publicação mudou-se para um único quarto na chamada cidade nova (ou Albuquerque expandida) nas ruas Second e Silver, perto da linha férrea. Foi publicado em uma única folha de papel de jornal, dobrada para formar quatro páginas. Essas páginas foram divididas em cinco colunas com pequenas manchetes. A publicidade apareceu na primeira página. O Daily Journal foi publicado à noite até a primeira Feira Territorial aberta em outubro de 1881. Em 4 de outubro daquele ano, foi publicado um jornal matinal para registrar os eventos do dia na feira. O Daily Journal da manhã continuou por seis edições. A última edição foi publicada no domingo, 9 de outubro — tornando-se o primeiro jornal de domingo a aparecer em Albuquerque. Em 1887, o Morning Journal foi adquirido pelo Albuquerque Daily Democrat, um jornal fundado em Santa Fé que se mudara para Albuquerque.
O nome do jornal mudou em 1899 para Albuquerque Journal-Democrat. Uma mudança na política exigiu a retirada de "Democrat" do nome do jornal em 1903, de modo que o resumo apareceu novamente como o Albuquerque Morning Journal. O nome do jornal diário foi alterado para o Albuquerque Journal em 1925, quando uma política editorial independente foi estabelecida.

## Edições e seções
O Albuquerque Journal é publicado de segunda a sábado com uma edição de domingo chamada Sunday Journal. Além do Jornal é diário edição final, Jornal Publishing, também, questões jornais regionais. Estes incluem o Journal North, o Rio Rancho Observer e o Valencia County News-Bulletin.
A Journal Publishing possui uma edição digital on-line do diário Albuquerque Journal otimizada para visualização em dispositivos móveis.